# Cosmonautas fantasmas
Cosmonautas fantasmas, ou cosmonautas perdidos, é a definição dada a uma teoria da conspiração que alega que cosmonautas entraram no espaço sideral sem que sua existência tenha sido reconhecida pelas autoridades espaciais soviéticas ou russas.
Os proponentes da teoria reconhecem que Yuri Gagarin foi o primeiro homem a sobreviver a uma viagem ao espaço. Eles afirmam, no entanto, que a União Soviética tentou lançar duas ou mais viagens tripuladas antes de obter sucesso com Gagarin, e que pelo menos dois cosmonautas morreram no processo. Acredita-se também que outro cosmonauta, Vladimir Ilyushin, tenha pousado fora da rota pretendida, sendo detido pelo governo chinês. O governo soviético teria então suprimido a informação para evitar má publicidade no auge da Guerra Fria.
As evidências citadas para apoiar as teorias de cosmonautas fantasmas são geralmente consideradas inconclusivas, e vários casos foram considerados farsas. Na década de 1980, o jornalista americano James Oberg pesquisou a respeito dos desastres no programa espacial soviético, não encontrando evidências de cosmonautas fantasmas. Desde o colapso da União Soviética no começo da década de 1990, muitas informações até então restritas estão disponíveis, e mesmo assim não foram descobertos detalhes significativos a respeito de incidentes envolvendo cosmonautas.

## Alegações

### Suposto vazamento de informações checo
Em dezembro de 1959, um suposto comunista checoslovaco de alta patente teria vazado informações a respeito de lançamentos espaciais não-oficiais. Um dos cosmonautas seria Aleksei Ledovsky, lançado ao espaço em um foguete R-5A. Três outros que teriam morrido sob circunstâncias similares foram Andrei Mitkov, Sergei Shiborin e Maria Gromova. Ainda em 1959, o pioneiro teórico espacial Hermann Oberth afirmou que um piloto havia morrido em um voo sub-orbital balístico que partira de Kapustin Yar no princípío de 1958. Ele não forneceu evidências para a história. Em dezembro de 1959, a agência de notícias italiana Continentale repetiu as alegações de que uma série de mortes de cosmonautas em voos sub-orbitais havia sido revelada por um comunista checoslovaco de alta patente, mas jamais surgiram provas da realização de voos sub-orbitais soviéticos tripulados.

### Testes de equipamentos em alta altitude
Uma edição de 1959 da revista Ogonyok publicou um artigo e fotos de três paraquedistas de alta altitude: os coronéis Pyotr Dolgov, Ivan Kachur e Alexey Grachov. Registros oficiais mostram que Dolgov morreu em 1 de novembro de 1962 enquanto realizava um salto de paraquedas em alta altitude a partir de um balão sobre o Volga. Ele teria saltado de uma altura de 28,640 metros, no processo atingindo a gôndola com o visor do capacete de seu traje espacial Sokol, que sofreu uma despressurização e o matou. Kachur também teria desaparecido nessa época, com seu nome da mesma forma ligado a problemas com o traje. Acredita-se que Grachov também esteve envolvido com os outros dois em testes com o traje espacial, o que de acordo com o jornalista russo Yaroslav Golovanov teria levado os três a serem envolvidos em um boato que dizia que haviam morrido em um voo espacial. No final de 1959, a Ogonyok publicou fotos de um homem identificado como Camarada Gennady Zavadovsky testando equipamentos de alta altitude (provavelmente com Grachov e outros). Zavadovsky apareceria posteriormente em listas de cosmonautas mortos, mas sem a data da morte ou descrição do acidente.
O jornalista russo Yaroslav Golovanov, que investigou os casos de cosmonautas mortos em seu livro Cosmonaut #1, encontrou e entrevistou o verdadeiro Alexey Timofeyevich Belokonov, um paraquedista de alta altitude aposentado. Em sua entrevista, Belokonov revelou detalhes sobre seus colegas Dolgov, Kachur, Mikhailov, Grachov, Zavodovsky e Ilyushin, confirmando que eles nunca foram ao espaço. De acordo com ele, em 1963, após o New York Journal American publicar um artigo sobre cosmonautas perdidos, listando os paraquedistas entre eles, os jornais soviéticos Izvestia e Krasnaya Zvezda divulgaram uma retratação que incluía testemunhos e fotografias dos verdadeiros Belokonov, Kachur, Grachov e Zavodovsky. Os paraquedistas também teriam escrito uma carta indignada a William Randolph Hearst, Jr., editor do jornal norte-americano, mas acabaram ignorados.

### Heilein
Em 1960, Robert A. Heinlein escreveu um artigo chamado "Pravda means 'Truth'", onde relatava que em 15 de maio daquele ano, enquanto viajava por Vilnius, na União Soviética, ficou sabendo por cadetes do Exército Vermelho que um homem havia sido colocado em órbita naquele dia, o que foi negado por oficiais horas depois. Heinlein especulou que a missão Korabl-Sputnik 1 foi um lançamento orbital, posteriormente dito não-tripulado, e que os retrofoguetes haviam sido ativados na altitude errada, o que resultou no fracasso dos esforços de seu resgate.
De acordo com uma biografia sobre Yuri Gagarin, esses rumores surgiram provavelmente como resultado de duas missões da Vostok equipadas com o manequim Ivan Ivanovich e gravações de vozes humanas para checar o funcionamento do rádio, que haviam sido realizadas pouco antes do próprio voo de Gagarin.
Em uma coletiva de imprensa nos Estados Unidos em 23 de fevereiro de 1962, o coronel Barney Oldfield revelou que uma cabine espacial estava orbitando a Terra desde 1960, pois havia ficado presa a seu foguete de lançamento. De acordo com o NSSDC ID da NASA, a missão Korabl-Sputnik 1 (denominada na época de 1KP ou Vostok 1P) realmente foi lançada em 15 de maio de 1960, um ano antes de Gagarin, portanto. Outra versão dos fatos estabelece que devido a um defeito no sistema de controle de atitude a espaçonave estava em sentido contrário, e o acionamento dos retrofoguetes a colocou em órbita ainda mais profunda. Os engenheiros planejavam usar os dados telemétricos coletados para determinar se o sistema de direção estava funcionando, logo seu resgate seria desnecessário.